# Monumento a Pastora Imperio

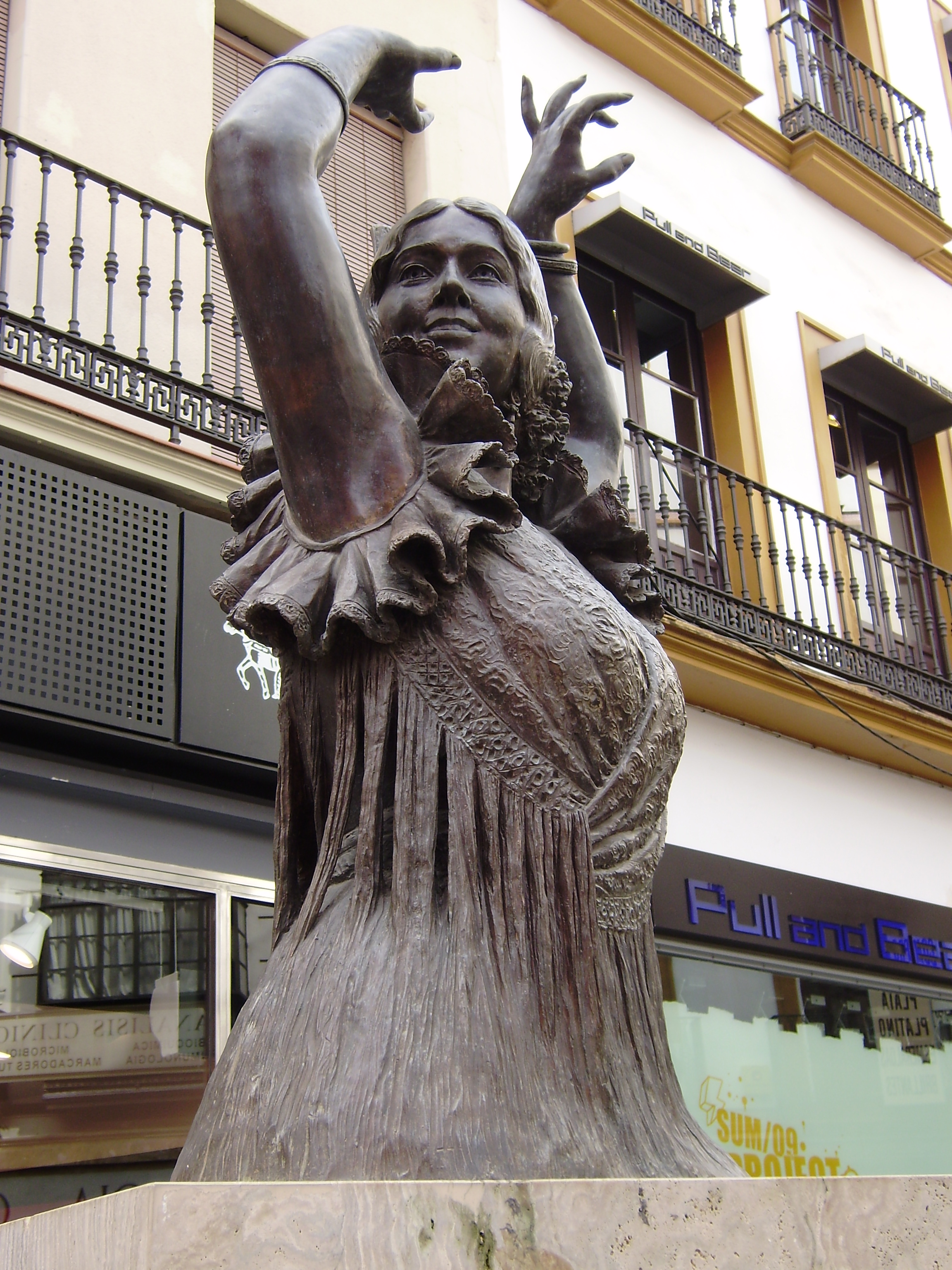
Estatua a Pastora Imperio en su monumento.

El Monumento a Pastora Imperio está dedicado a esta artista del flamenco y del cine del siglo XX. Es obra del escultor Luis Álvarez Duarte y está situado en el cruce de las calles Velázquez y O'Donnell de Sevilla, Andalucía, España. Fue realizado gracias al mecenazgo íntegro de la XVIII duquesa de Alba. Se inauguró en 2006.

## Historia
Pastora Imperio (1889-1979) fue una de las figuras más representativas del folclore flamenco de todos los tiempos; debutó con diez años en los escenarios, bailó en espectáculos y teatros de todo el mundo, participó en películas como El amor brujo (1949) y en obras de teatro como ¿Dónde vas, Alfonso XII? (1957), de Juan Ignacio Luca de Tena.
La estatua representa a la artista bailando con bata de cola.
La promotora del monumento fue Cayetana Fitz-James Stuart, duquesa de Alba, que también lo financió. La duquesa, los familiares de la artista y el alcalde Alfredo Sánchez Monteseirín acudieron a la inauguración, el 13 de febrero de 2006. Según la duquesa, esta artista "le enseñó a amar el flamenco".
Sus familiares agradecieron el emplazamiento del monumento, pues desde allí “Pastora podría ver cada año pasar al Gran Poder”, pues era ferviente devota de la imagen de Jesús del Gran Poder.